# Thaumatomyia rufa
Thaumatomyia rufa är en tvåvingeart som först beskrevs av Macquart 1835.  Thaumatomyia rufa ingår i släktet Thaumatomyia och familjen fritflugor. Arten är reproducerande i Sverige. Inga underarter finns listade i Catalogue of Life.